# Valeriu Jurcă
Valeriu Jurcă (n. 8 aprilie 1939, Ploiești, România) este un fost atlet român.

## Carieră
Sportivul s-a născut în Ploești unde a fost descoperit de antrenorul Mircea Simeon. Ulterior a fost legitimat la Dinamo București. A devenit multiplu campion național și balcanic în probele de 100 m plat, 200 m plat, 110 m garduri, 200 m garduri și 400 m garduri.
În anul 1961 a participat la Universiada de la Sofia. În proba de 400 garduri a obținut locul 6. Anul următor a participat la Campionatul European, care s-a desfășurat la Belgrad, și în 1964 la Jocurile Olimpice de la Tokio în probele de 200 m și 400 m garduri.
Valeriu Jurcă s-a stabilit în Germania.

## Palmares
| An   | Competiție           | Locație             | Loc | Eveniment     | Note |
| ---- | -------------------- | ------------------- | --- | ------------- | ---- |
| 1961 | Universiada          | Sofia, Bulgaria     | 6   | 400 m garduri | 53,7 |
| 1962 | Campionatul European | Belgrad, Iugoslavia | 17  | 200 m         | 21,8 |
| 1962 | Campionatul European | Belgrad, Iugoslavia | 12  | 400 m garduri | 52,8 |
| 1964 | Jocurile Olimpice    | Tokio, Japonia      | 38  | 200 m         | 21,8 |
| 1964 | Jocurile Olimpice    | Tokio, Japonia      | 22  | 400 m garduri | 52,7 |